# Жузе Сера
Жузѐ Сѐра (на португалски: José Serra, португ. произношение: [ʒuˈzɛ ˈsɛʁɐ]) е политик от Бразилия – министър на здравеопазването (1998 – 2002), кмет на Сао Пауло (2005 – 2006), губернатор на едноименния щат Сао Пауло (2007 – 2010) и кандидат за президент в президентските избори на 3 октомври 2010 година. Член е на Бразилската социалдемократическа партия.

## Биография
Роден е в семейство на италиански имигранти. Поради обществената си дейност след преврата през 1964 година е принуден на имигрира в Чили. Получава докторска степен по икономика в Корнелския университет в САЩ и работи известно време в Принстън. В Бразилия се завръща през 1978 година. През пролетта на 2010 година издига кандидатурата си за президент.